# Gambara
Gambara település Olaszországban, Lombardia régióban, Brescia megyében. Lakosainak száma 4524 fő (2023. január 1.). Gambara Asola, Gottolengo, Isorella, Pralboino, Remedello, Fiesse, Volongo és Ostiano községekkel határos.

## Népesség
A település lakossága az elmúlt években az alábbi módon változott:
| Lakosok száma | 4755 | 4743 | 4524 |
|               | 2017 | 2018 | 2023 |